# Travelling Riverside Blues
"Travelling Riverside Blues", as vezes chamada de "Mudbone" or "Mud Bone", é uma música de blues composta e gravada por Robert Johnson, em Dallas, Texas. A gravação da canção em 20 de junho de 1937 tem uma estrutura típica de jazz blues, reproduzindo uma única guitarra afinada na chave de G, com um slide. Foi lançada na compilação LP King of the Delta Blues Singers, de 1961. A canção provou ser popular com músicos de blues mais recentes.
A música é bem conhecido pela letra:

| "I want you to squeeze my lemon until the juice runs down my leg." | "Eu quero que você esprema o meu limão até que o suco corra pela minha perna." |  |

Tornou-se internacionalmente famosa pela banda Led Zeppelin, cuja versão da canção é mais conhecida para os ouvintes modernos.

## Versão do Led Zeppelin
A versão desta canção da banda britânica de rock Led Zeppelin foi gravado nos estúdios da BBC no Aeolian Hall no dia 24 de junho de 1969, pelo engenheiro John Waters, que teve lugar durante a turnê da banda no verão de 1969. Jimmy Page apelidou faixas extras de guitarra para a faixa (a faixa principal está sendo tocada em uma guitarra elétrica de 12 cordas, possivelmente a mesmo usada na canção "Thank You"), e ela foi transmitida quatro dias depois, no show Top Gear de John Peel sob o título de "Travelling Riverside Blues '69", e repetida em 11 de janeiro de 1970.
É muito diferente do original, e é mais uma homenagem a Robert Johnson do que um cover direto. A canção apresenta um riff de Page (também em sintonia G aberta), e nas letras Robert Plant cita muitas canções de Robert Johnson, como "She studies evil all the time", de "Kind Hearted Woman Blues", e "Why don't you come on in my kitchen", de "Come On in My Kitchen" (que é ouvido durante o solo da canção). Por outro lado, as partes de "Travelling Riverside Blues" de Johnson são usadas como letras em "The Lemon Song" do Led Zeppelin, ou seja, a referência "squeeze my lemon". É provável que Johnson emprestou esse a si mesmo, a partir de uma canção gravada anteriormente no mesmo ano (1937) chamada "She Squeezed My Lemon", de Roosevelt Sykes. A linha "she got a mortgage on my body, got a lien on my soul" e a referência "front teeth lined with gold" no final da música também são de origem de Johnson.
"Travelling Riverside Blues" pode ser encontrada no álbum BBC Sessions, no disco um de Led Zeppelin Box Set, e no álbum expandido de Coda da caixa coletânea The Complete Studio Recordings. Foi o interesse dos entrevistadores de rádio dos Estados Unidos e os fãs durante a turnê Outrider de Page que originalmente levou-o a negociar com a BBC Enterprises para a liberação da canção. Um vídeo promocional também foi lançado em 1990, com cena não editada das filmagens do filme-concerto da banda, The Song Remains the Same, de 1976, inter-emendados com outras imagens de arquivos da banda. O clipe também conta com uma montagem da estrada de ferro, e fotos subaquáticas do rio Mississippi. A canção chegou a número sete na Billboard Top Rock Tracks Top 50 em novembro de 1990, selecionados a partir de relatórios nacionais de rádios de rock.

## Outras versões
Um verso foi incorporado em "Crossroads" do Cream, sua versão de "Cross Road Blues", de 1968, de Johnson. Eric Clapton fez um cover desta canção, juntamente com vários outros clássicos de Robert Johnson, em seu álbum Me and Mr. Johnson, de 2004.
Myles Kennedy cantou e tocou a música com sua banda Alter Bridge em shows ao vivo em 2007 e 2008. A versão do Alter Bridge da canção foi incluída em seu DVD ao vivo Live from Amsterdam.
Dion DiMucci fez uma versão cover desta canção em seu álbum indicado ao Grammy Bronx in Blue, de 2006.
Dave Hole fez uma versão cover desta canção em seu álbum Short Fuse Blues, de 1990.
John P. Hammond gravou uma versão acústica desta canção em 1964 e com uma banda elétrica, em 1967, nos álbuns, Country Blues e Mirrors, respectivamente.

## Posições nas paradas

### Singledo Led Zeppelin
| Gráfico (1990)                            | Melhor posição |
| ----------------------------------------- | -------------- |
| US Billboard Mainstream Rock Tracks Chart | 7              |
| Canadian RPM Top 100 Chart                | 57             |